# Raymonde de Laroche
Élise Léontine Delaroche coneguda amb el pseudònim de baronessa Raymonde de Laroche nascuda el 22 d'agost de 1882 al districte 4t de París i morta el 18 de juliol de 1919 a Le Crotoy, fou la primera dona al món a obtenir una llicència de pilot. Participà en exhibicions aèries a Tours, Sant Petersburg, Budapest, Roan, El Caire, i va batre diversos rècords d'alçada i de velocitat.

## Biografia
Élisa Delaroche nasqué a París, en el barri de Le Marais, el 22 d'agost del 1882, en la família d'un pare marroquiner. De ben jove, va començar una carrera artística, especialment al teatre, dedicant-se també a la pintura i l'escultura.

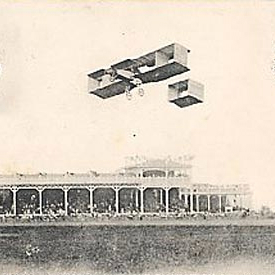
Raymonde de Laroche en vol amb el seu biplà Voisin a l'espectacle aeri de la Gran setmana d'aviació de la Xampanya el 1910

El 12 de novembre de 1906, a Bagatelle, va quedar meravellada en presenciar l'històric vol de Santos-Dumont i posteriorment, va acabar d'apassionar-se a Issy-les-Molineaux, en veure Henri Farman realitzant el primer quilòmetre en circuit tancat.
L'any 1909 conegué Charles Voisin, fundador amb son germà Gabriel de l'empresa Aéroplanes Voisin. Charles, amb qui Élise va establir una relació romàntica que duraria fins a la mort d'ell, la va iniciar al món del pilotatge d'avions en el camp de Châlons. El 22 d'octubre de 1909, a bord d'un biplà Voisin, esdevingué la primera dona a fer un vol en solitari.
A l'aeròdrom de Bouy, el 4 de gener del 1910, dia de la mort de Léon Delagrange, Élise va patir un accident amb el seu biplà quan aquest no va poder prendre prou altitud per depassar els àlbers. El 20 de gener va embarcar a Marsella amb rumb al Caire, per participar en la trobada d'Heliòpolis, on va recórrer 20 Km, una distància important per a l'època i que es tindria en compte per a l'obtenció del títol. Així, el 8 de març de 1910 a Mourmelon, després de dos intents infructuosos, es va convertir en la primera dona, a França i al món, a obtenir la llicència de pilot de l'Aéro-Club de France, amb el número 36.

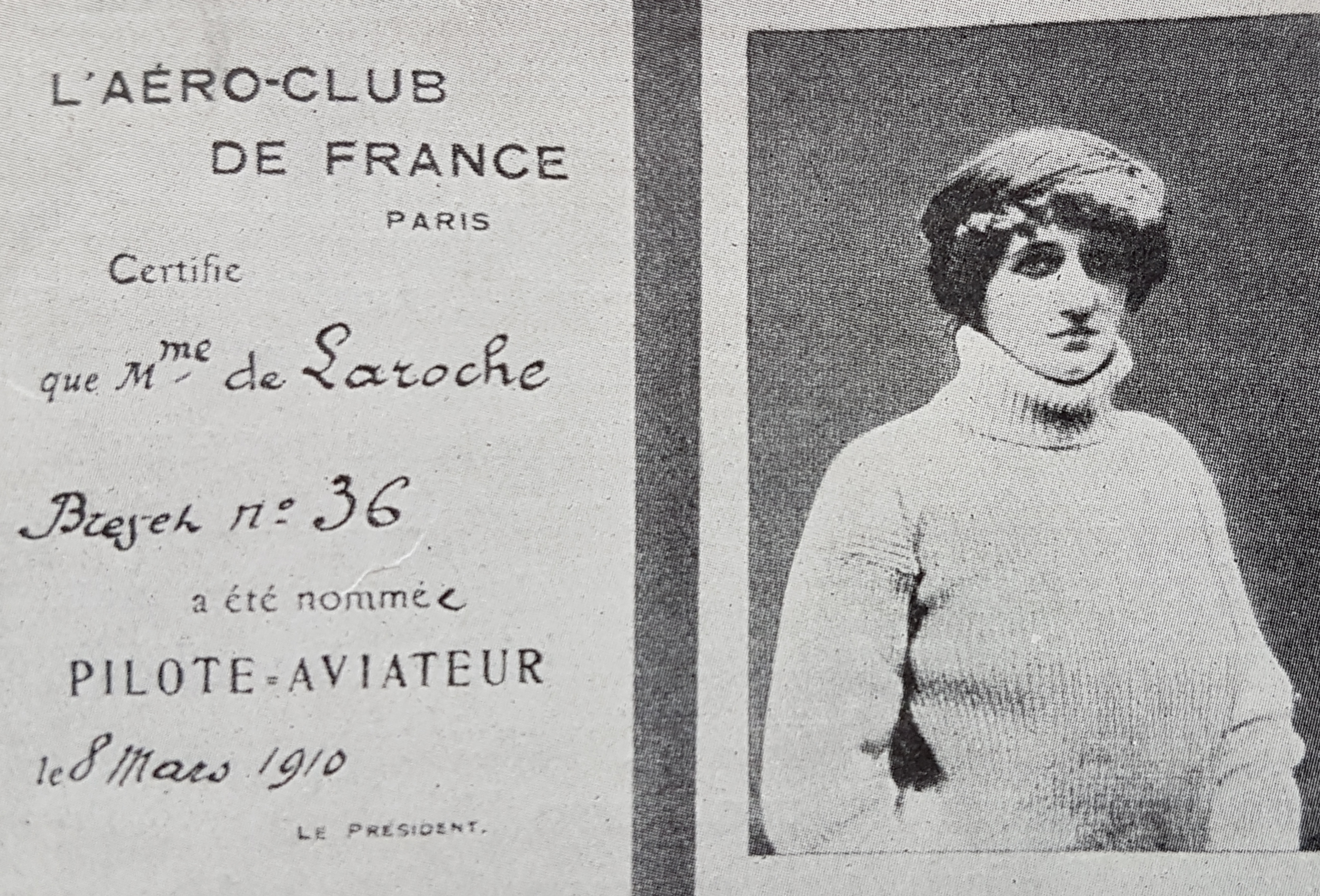
Llicència de Mme. de Laroche com a pilot d'aviació

Després d'obtenir la llicència va participar en nombroses exhibicions aèries, tant a França com a l'estranger. L'1 de maig va fer una exhibició a Tours i el 5 de maig, va repetir en condicions meteorològiques adverses, la qual cosa li va valer l'admiració de la resta de pilots i del públic. Només acabar a Tours va participar en una trobada a Sant Petersburg, on va arribar el 9 de maig. Atrets per la presència de la primera dona del món a esdevenir pilot d'avió, els grans ducs van assistir a totes les exhibicions que Élise de Laroche va fer i així, el dia 16 de maig, en presència del Tsar Nicolau II, després d'un vol de 23 minuts que li va atorgar la quarta posició, el monarca va obsequiar Laroche amb una joia, una condecoració de l'ordre de Santa Anna i el títol, probablement honorífic, de Baronessa amb què es va donar a conèixer a partir d'aquell moment.
El 12 de juny de 1910, després del triomf rus, va anar a la trobada de Budapest, on va volar durant 20 minuts a uns 160 m d'altura, per millorar-ho a l'endemà amb un vol de 30 minuts i 20 segons. D'aquí va sortir cap a Rouen, on el 21 de juny va completar un vol de 21 km. La seva següent destinació va ser la segona Gran Setmana de la Xampanya, que va començar a Reims el 3 de juliol de 1910 i on participaven pilots com Félix Camenrman, Julien Mamet, Géo Chavez o Charles Wachter. El dia 8 de juliol mentre participava en el Prix des Dames el seu Voisin va caure, desequilibrat pels remolins de l'hèlix de l'avió precedent, i es va estavellar. Va quedar greument ferida amb divuit fractures i diverses lesions internes. El 7 d'octubre de 1910 va tornar a París, tot i que encara s'havia d'estar al llit, i no va ser fins al 17 de gener del següent any quan, ja podent caminar amb ajuda de crosses, va fer un vol al camp d'aviació d'Issy-les-Molineaux.

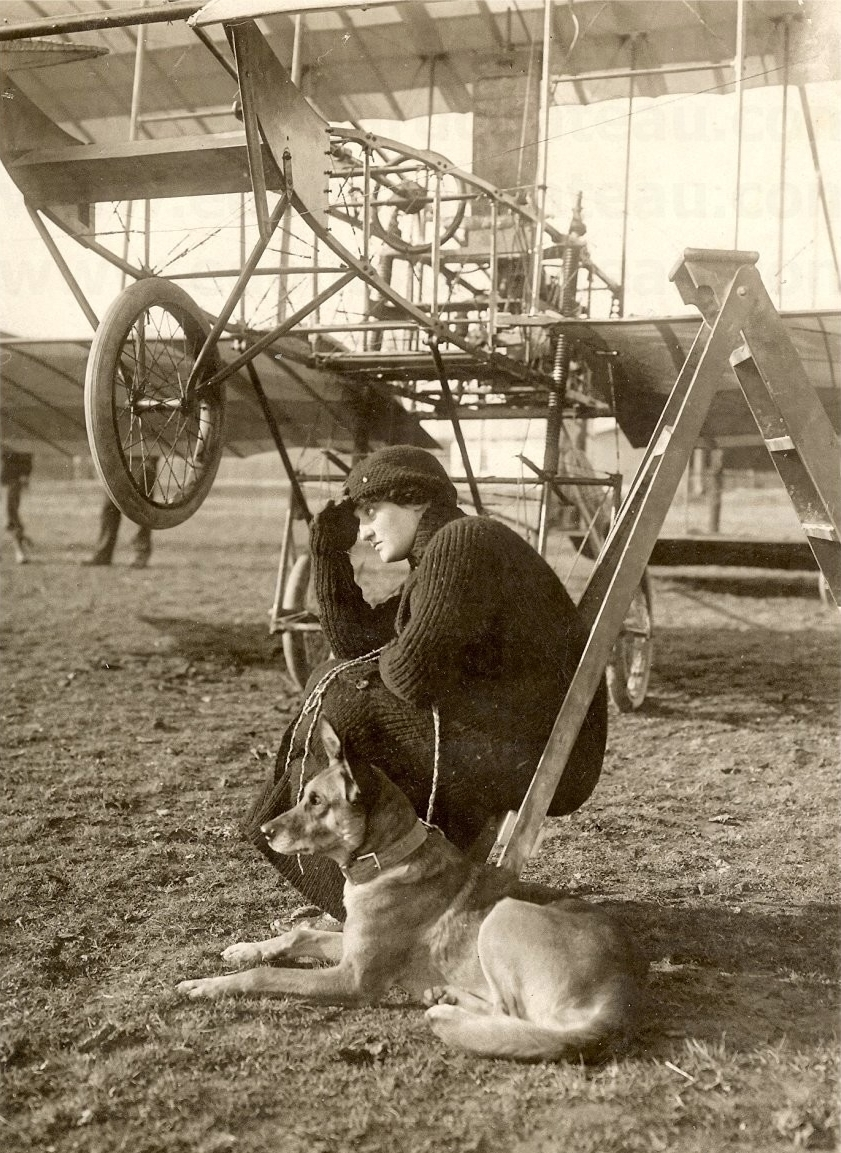
Al peu del seu Voisin el 1909

El 26 de setembre del 1912, Raymonde de Laroche va sortir indemne de l'accident d'automòbil on el seu amic íntim Charles Voisin trobà la mort, al volant d'un Hispano-Suiza. Dos mesos després, el 14 de novembre, la baronessa es va comprar un biplà Sommer, amb el qual el 5 de desembre va recórrer un circuit de 290 km en 3 hores i 20 minuts. Aquell any, però, no va poder apuntar-se a la copa Femina, trofeu donat per la revista francesa del mateix títol.
L'abril del 1913, Delaroche es va inscriure a l'escola de vol Farman, on va conèixer a qui seria el seu futur marit, Jacques Vial. El 25 de novembre d'aquell mateix any va guanyar la copa Femina, que va resultar ser l'última edició, ja que a l'any següent es va suspendre per l'esclat de la Primera Guerra Mundial. Durant el conflicte va perdre el seu fill, el seu marit Jacques i el seu avió Farman, requisat per l'exèrcit. Tot i això, quan les dones van ser excloses oficialment dels vols, va servir com a conductora a l'exèrcit francès.
Un cop acabada la guerra, el 7 de juny del 1919 a Issy-les-Molineaux, a bord d'un Caudron G3, la baronessa va batre el rècord d'altura femení arribant a 3900 metres. Tres dies més tard la seva fita fou superada per l'estatunidenca Ruth Law Oliver, que estava de pas per França i que va pujar fins als 4270 metres. Immediatament, el 12 de juny, de Laroche va recuperar el seu títol en elevar-se fins als 4800 metres.
Raymonde de Laroche va morir el 18 de juliol de 1919 durant un vol d'entrenament amb un prototip Caudron a Le Crotoy. Tot i que els primers informes de premsa van afirmar que ella pilotava personalment l'avió, després va arribar l'aclariment que volava com a co-pilot i era el seu monitor de vol, Barrault, qui estava als comandaments. Élise de Laroche està enterrada al cementiri del Père-Lachaise, a la 92ena divisió.

## Honors pòstums

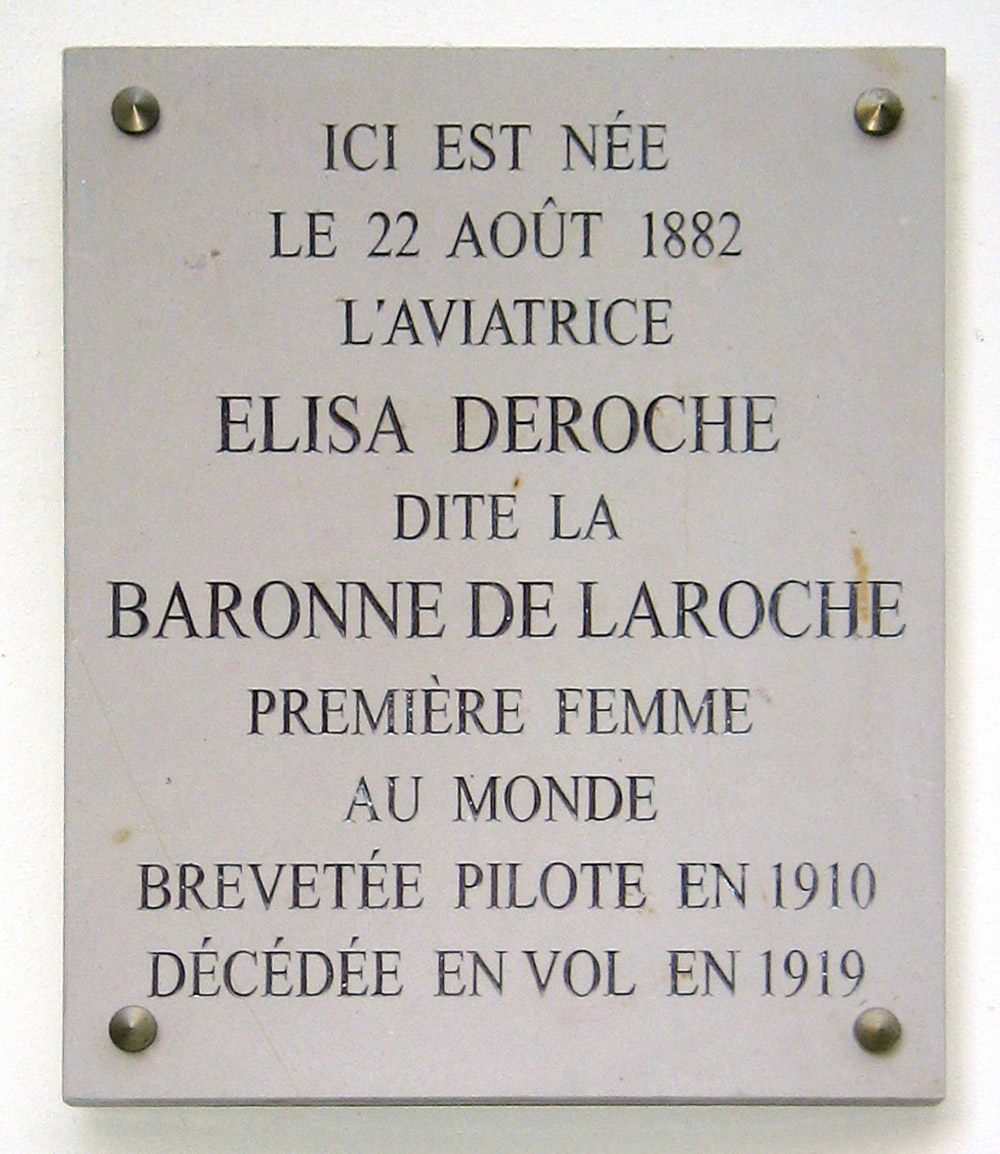
Placa del número 61 de la Rue de la Verrerie a París.

- A la seva casa natal, situada al número 61 de la Rue de la Verrerie a París, hi ha una placa commemorativa.
- En homenatge als pioners de l'aviació, el servei postal francès emeté, el 18 d'octubre del 2010 un segell amb la imatge de Raymonde de Laroche, primera aviadora amb llicència al món.
- Un collège rebé el nom d'Elise Deroche el 17 d'octubre del 2016 a Pian de Garona, Gironda.
- Una vintena de vies públiques (avinguda, carrer, etc.) porten el seu nom a tot el món.